# Linda Grant
Pour les articles homonymes, voir Grant.
Linda Grant, née en 1951 à Liverpool, est une romancière et journaliste anglaise. Elle obtient le Baileys Women's Prize for Fiction en 2000 pour When I Lived in Modern Times. 

## Jeunesse
Née à Liverspool, elle est l'aînée de Benny Ginsberg, un homme d'affaires qui fabrique et vend des produits de coiffure, et de Rose Haft ; les deux parents étaient issus de l'immigration - la famille de Benny est juive polonaise, celle de Rose russe - et ils adoptent le nom de famille Grant au début des années 1950. 
Elle fait ses études à la Belvedere School, des études de langue anglaise à l'Université de York de 1972 à 1975, puis obtient une maîtrise en anglais à l'Université McMaster au Canada. Elle fait ensuite des études supérieures à l'Université Simon Fraser. 

## Carrière
En 1985, Grant retourne en Angleterre et est devient journaliste, travaillant pour The Guardian, et écrit sa propre chronique pendant dix-huit mois.  
Lors de la remise du Baileys Women's Prize for Fiction en 2000, elle accusée d'avoir plagié un ouvrage de l'universitaire américain A. J. Sherman intitulé Mandate Days: British Lives in Palestine 1918-1948. Elle réfute les accusations en avouant s'être documenté en lisant son ouvrage, qu'elle a listé dans les dernières pages du livre en même temps que toutes les autres sources. 

Sa fiction s'inspire fortement de ses origines juives, de son histoire familiale et de l'histoire de Liverpool. Dans une interview accordée par Emma Parker en juillet 2008 à l'Université de Leicester lors d'un colloque intitulé intitulée « Unsettling Women: Contemporary Women's Writing and Diaspora », et publiée plus tard dans le journal Wasafiri Grant déclare : 
 « J'ai toujours voulu gagner ma vie en tant qu'écrivain, mais je ne pouvais obtenir un emploi d'auteur, alorsj'en ai obtenu un de journaliste dans un journal local juste avant mon dix-huitième anniversaire. J'ai toujours su que tôt ou tard j'écrirais de la fiction, même si je ne savais pas que ce serait aussi tard que ça. Je n'ai écrit un roman qu'après l'âge de quarante ans car il m'a fallu beaucoup de temps pour trouver une voix fictive liée au fait d'être juif. […] J'avais essayé différentes voix et je n'en ai trouvé aucune adéquate. Je sentais que deux modes s'offraient à moi. L'une était d'avoir une voix comme Howard Jacobson, qui est absolument ancrée dans une communauté juive reconnaissable, mais je venais d'une communauté qui n'était pas reconnue comme juive. Les gens disent :  "Oh, je n'ai jamais su qu'il y avait de Juifs à Liverpool". De plus, grandir dans une famille de classe moyenne me rendait marginal à la voix de Liverpool, qui avait toujours été de classe ouvrière ou irlandaise. Et puis il y avait la voix anglaise généraliste de la classe moyenne, qui me semblait toujours comme faire la ventriloque. Et je ne pensais pas pouvoir écrire comme un auteur juif américain tel que Philip Roth, qui montre comment les Juifs américains, comme les Irlandais américains et les Italo-américains, ont contribué à l'identité nationale américaine, car au moment où les Juifs sont arrivés ici, l'identité nationale britannique avait déjà été formée. Et c'est pourquoi mon premier roman, The Cast Iron Shore, parle de quelqu'un qui se sent marginal. Ce n'est que lorsque j'ai commencé à écrire sur des personnes marginales, des identités problématiques et des problèmes d'appartenance, que j'ai trouvé ma voix. » 
En novembre 2016, The Guardian publie un compte rendu détaillé du processus d'écriture de Grant, dans lequel elle note : « Mes rituels d'écriture sont tellement calcifiés que je pourrais être un colonel âgé dans son club de gentleman : journal repassé, thé chaud, chaussures de ville. Sans l'échafaudage de mes habitudes, je suis superstitieusement convaincu que je n'écrirai jamais un mot. Je ne veux - peux - pas écrire après le déjeuner, dans un café ou tout autre lieu public, y compris les trains et les avions, ou quand quelqu'un d'autre est dans la maison. C'est un acte de solitude sévère et intense, en partie maintenant détruit par Internet, et sa promesse trompeuse de la facilité de regarder les choses au fur et à mesure. » 
En 2014, Grant est nommée membre de la Royal Society of Literature (FRSL). 

## Publications

### Non fiction
- Sexing the Millennium: A Political History of the Sexual Revolution, Londres, HarperCollins, 1993
- Remind Me Who I Am, Again, Londres, Granta Books, 1998
- The People on the Street, a writer's view of Israel, Londres, Virago Press, 2006traduit en français sous le titre Le roman que je n'ai pas écrit : Mémoires d'Israël par Sylvie Finkelstein, Paris, Intervalles, 2007,  (ISBN 9782916355122).
- The Thoughtful Dresser, Londres, Virago Press, 2009

### Fiction
- The Cast Iron Shore, Londres, Granta Books, 1995
- When I Lived in Modern Times, Londres, Granta Books, 2000
- Still Here, Londres, Little Brown May, 2002
- The Clothes on Their Backs, Londres, Virago Press, 2008traduit en français sous le titre Ce qu'ils se mettent sur le dos par Marie-Hélène Dumas, Paris, Joëlle Losfeld, 2010,  (ISBN 9782070787715).
- We Had It So Good, Londres, Virago Press, 2011traduit en français sous le titre Nos années folles par Sylvie Finkelstein, Paris, Intervalles, 2012,  (ISBN 9782916355627).
- Upstairs at the Party, Londres, Virago Press, 2014
- The Dark Circle, Londres, Virago Press, 2016[9]
- A Stranger City, Londres, Virago Press, 2019

## Prix
Le premier roman de Grant, The Cast Iron Shore, remporte le prix David Higham pour la Fiction en 1996 décerné au meilleur premier roman de l'année. Trois ans plus tard, son deuxième essai, Remind Me Who I Am Again, remporte les prix Mind and Age Concern Book of the Year,. 
Son deuxième roman, When I Lived in Modern Times, remporte le Baileys Women's Prize for Fiction 2000 et est présélectionné pour le Jewish Quarterly-Wingate Prize (en) la même année,. En 2002, son troisième roman Still Here es sélectionné pour le prix Booker. 
En 2006, Grant remporte le Premier Prix des Lettres Ulysses Award pour "Art of Reportage", le dernier à être décerné, pour son travail de non-fiction sur le peuple israélien intitulé The People on the Street: A Writer's View of Israel,. The Clothes on Their Backs est sélectionné pour le prix Booker en 2008 et remporte le prix The South Bank Show dans la catégorie littérature,,. Il est également sélectionné pour le Baileys Women's Prize for Fiction la même année.   
En mars 2017, The Dark Circle, est sélectionné pour le Baileys Women's Prize for Fiction.